# Tarpenbek-Ost
El Tarpenbek-Ost és un des dos rius-fonts del Tarpenbek a Norderstedt a Slesvig-Holstein (Alemanya). Neix als prats molls a les torberes altes dites Glassmoor i conflueix a prop d'Ochsenzoll amb el Tarpenbek-West tot just a la frontera amb Hamburg. Junts formen els dos rius-fonts del Tarpenbek. El riu compta amb uns dels més pol·luïts de Norderstedt, amb amoni i nitrats que provenen de l'adob químic utilitzat als camps riberencs.
El nom significa Tarpenbek oriental, l'etimologia de Tarpenbek queda incerta, el sufix -bek, un afegit força recent, significa rierol, l'etimologia de «Tarpen-» queda incert.

## Galeria

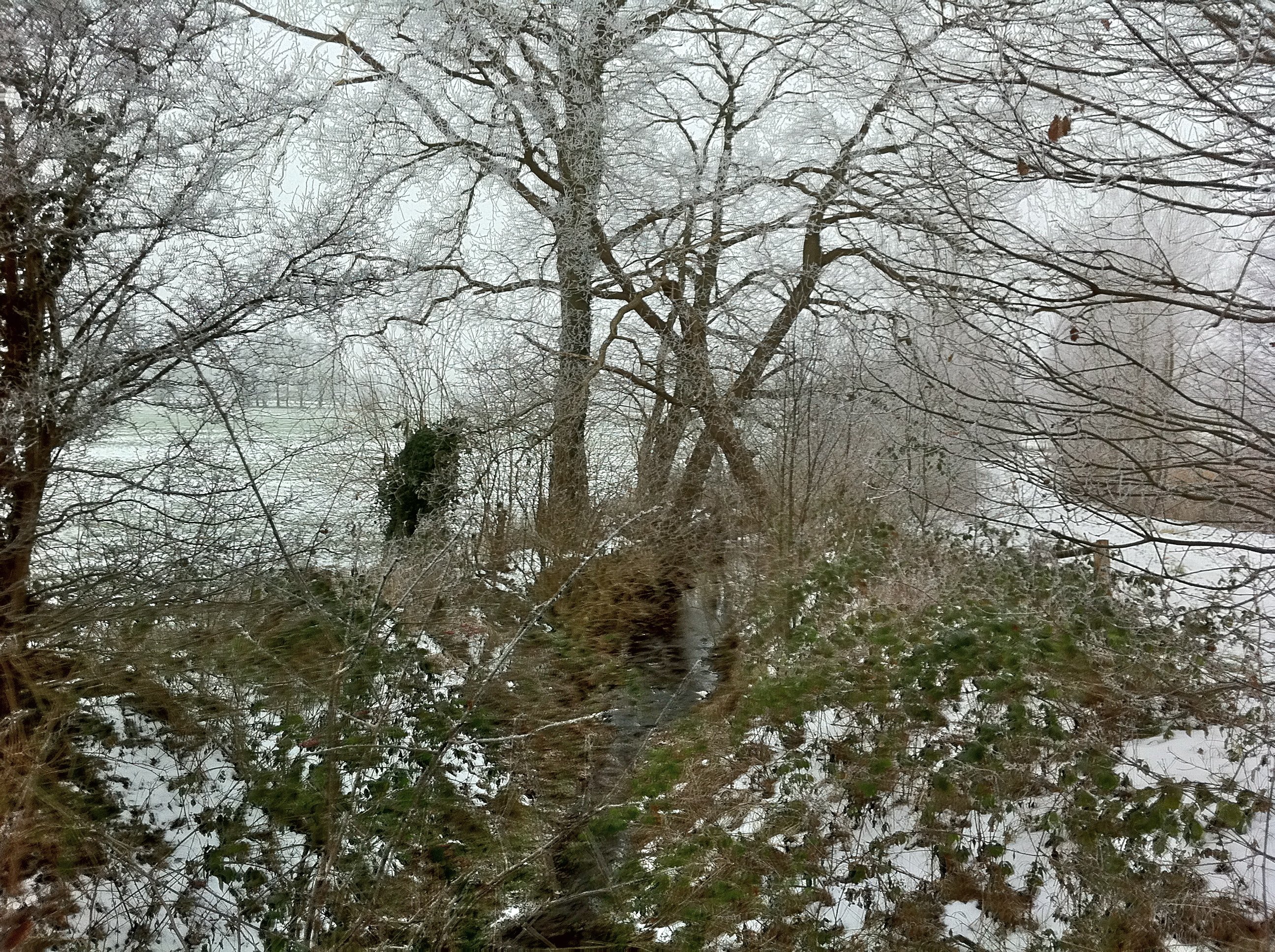
El Tarpenbek-Ost a prop de la creu del carrer Poppenbütteler Straße
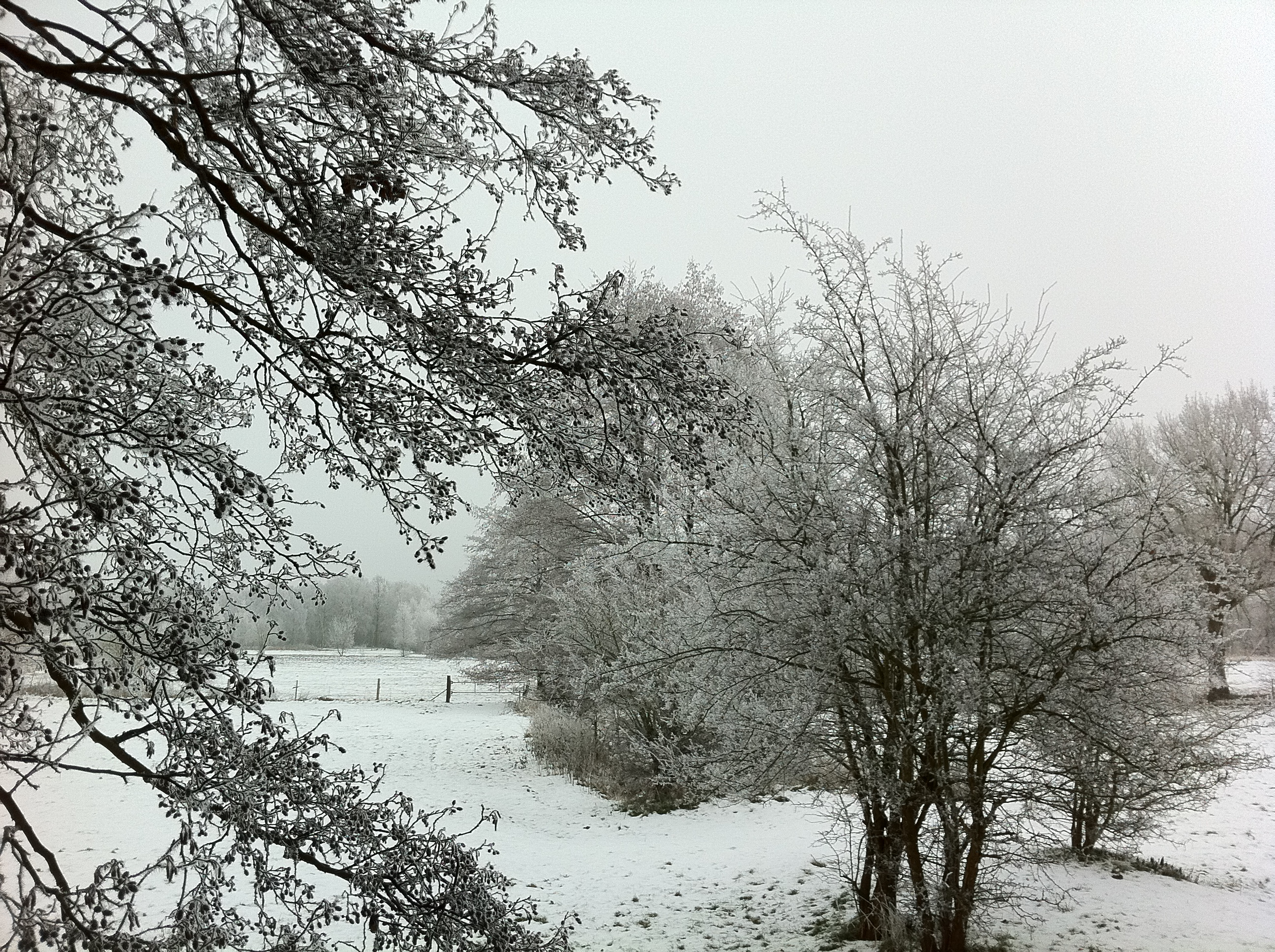
El Tarpenbek-Ost en direcció nord
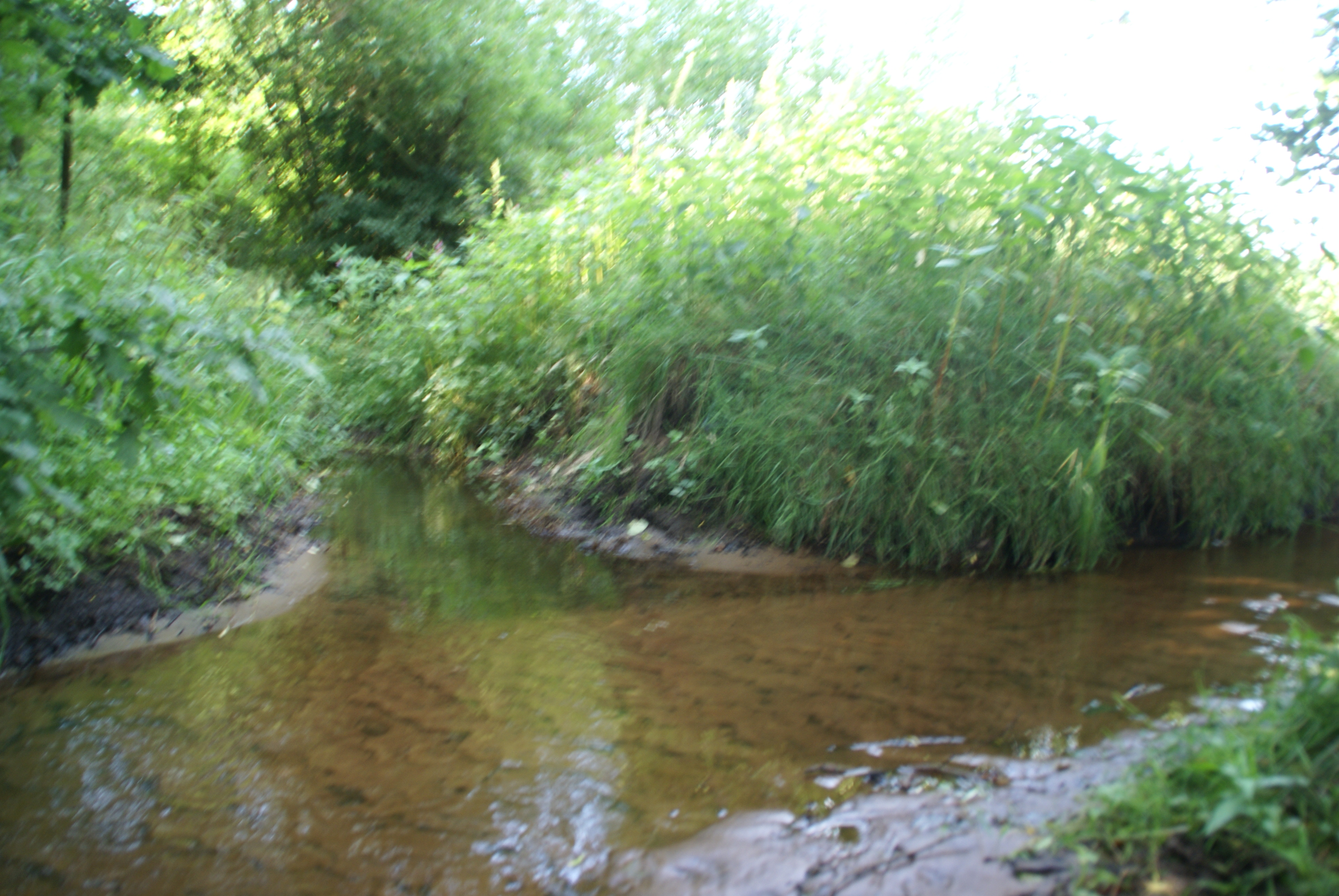
Aiguabarreig amb el Tarpenbek-West
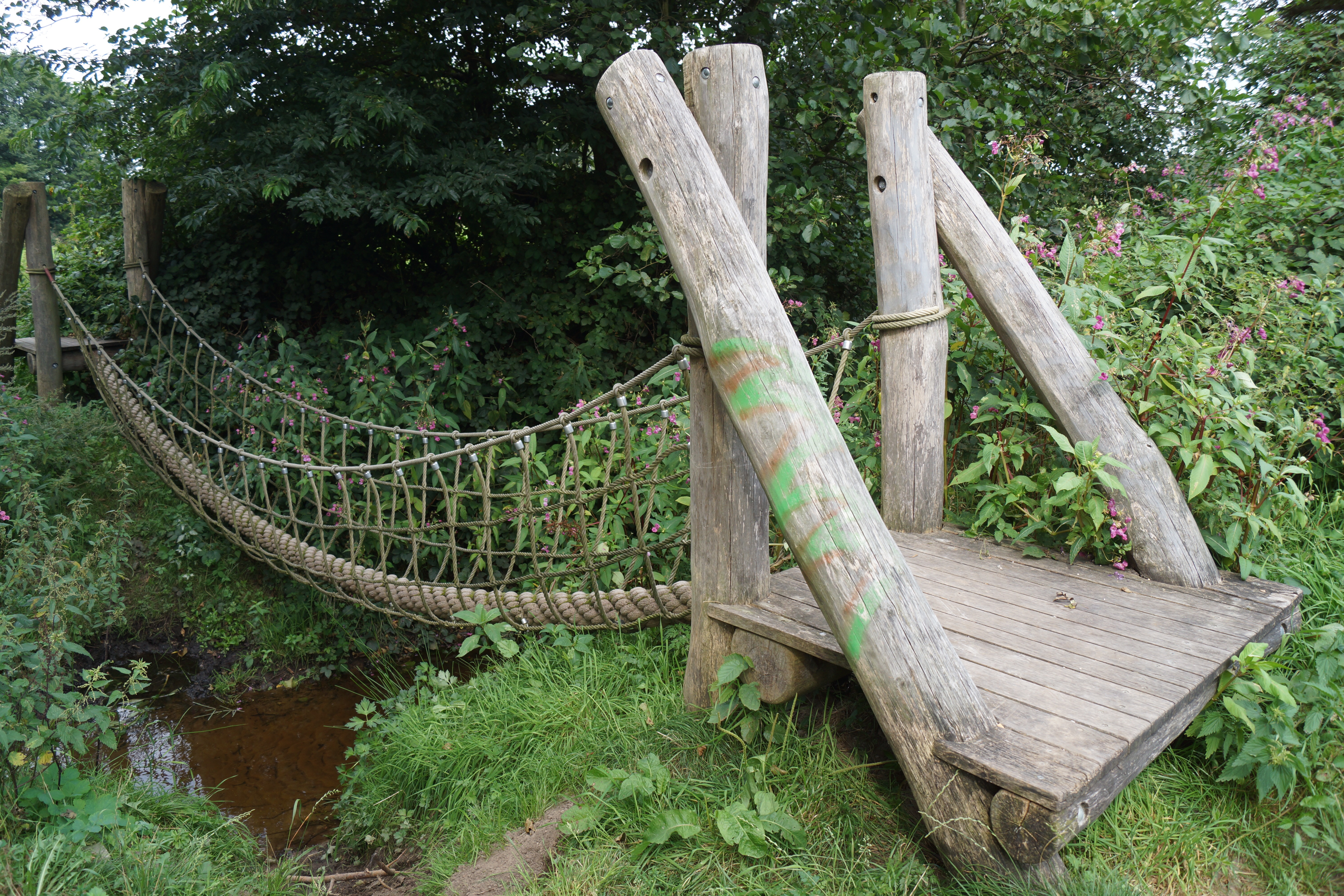
Pont de corda, envaït per Impatiens glandulifera